# Pomnik Braterstwo w Pradze
Pomnik Braterstwo w Pradze (cz. Sbratření) – monument w Pradze autorstwa Karela Pokornego, przedstawiający czerwonoarmistę wyzwoliciela, którego Czech w imieniu narodu serdecznie wita. Do pomnika pozowali oficer NKWD Wasilij Prużiniew i czeski robotnik Jožo Vraz. Zlokalizowany przy dworcu głównym, jest kopią pomnika w Českiej Třebovej.
Prażanie złośliwie twierdzą, że pomnik przedstawia parę homoseksualistów, w związku z czym skwer wokół niego na długo stał się miejscem męskiej prostytucji.
W 1970 r. rzeźbę przewieziono na wystawę Expo w Osace, by pokazać zażyłość obu narodów i odwrócić uwagę od protestu rzeźbiarza Vladimira Janouška. Pomnik wzbudził wśród Japończyków sensację, jako że byli oni nieprzyzwyczajeni do widoku kontaktu fizycznego dwóch osób w przestrzeni publicznej. 
Pomnik jest zabytkiem kultury Republiki Czeskiej, wpisanym na Centralną Listę Zabytków Kultury pod numerem: 39810 / 1-1040. 